# Tristaniopsis whiteana
Tristaniopsis whiteana là một loài thực vật có hoa trong Họ Đào kim nương. Loài này được (Griff.) Peter G.Wilson & J.T.Waterh. miêu tả khoa học đầu tiên năm 1982.